# (4129) Richelen
(4129) Richelen (1988 DM) – planetoida z pasa głównego asteroid okrążająca Słońce w ciągu 4,11 lat w średniej odległości 2,57 j.a. Odkryta 22 lutego 1988 roku.